# ГЕС Шонла
ГЕС Шонла — гідроелектростанція у північній частині В'єтнаму. Знаходячись між ГЕС Лайтяу (вище по течії) та ГЕС Хоабінь, входить до складу каскаду на річці Да, правій притоці Хонгхи (біля Хайфона впадає у Тонкінську затоку Південно-Китайського моря). Станом на момент спорудження найпотужніша гідроелектростанція В'єтнаму та всієї Південно-Східної Азії.
У межах проекту річку перекрили греблею з ущільненого котком бетону висотою 138 метрів та завдовжки 962 метри, яка потребувала 2,7 млн м3 матеріалу (всього під час спорудження гідрокомплексу витратили 4,9 млн м3 бетону та виконали земляні роботи в обсязі 14,7 млн м3). Вона утримує водосховище з площею поверхні 224 км2 та об'ємом 9260 млн м3 (корисний об'єм 6504 млн м3), в якому припустиме коливання рівня поверхні у операційному режимі між позначками 175 та 215 метрів НРМ (у випадку повені останній показник може зростати до 217,8 метра НРМ).
Пригреблевий машинний зал обладнали шістьма турбінами типу Френсіс потужністю по 400 МВт, які при напорі у 78 метрів повинні забезпечувати виробництво 10246 млн кВт-год електроенергії на рік.
Видача продукції відбувається по ЛЕП, розрахованій на роботу під напругою 500 кВ.